# Haute-vienne (IGP)
Pour les articles homonymes, voir Haute-Vienne.
Le haute-vienne, anciennement vin de pays de la Haute-Vienne, est un vin français d'indication géographique protégée (le nouveau label des vins de pays) départemental produit sur le territoire de la Haute-Vienne.
Dans les faits, l'indication géographique protégée Haute-Vienne est attribuée à une production viticole qui se concentre sur seulement 6,5 hectares exclusivement situés sur la commune de Verneuil-sur-Vienne, connue depuis plusieurs siècles pour son vignoble, florissant au XVIIIe siècle, éradiqué par le phylloxera et replanté à partir de 1995.
Créée pour la première fois en 1968, l'appellation « Vin de pays de la Haute-Vienne » disparaît en 2003 avant de renaître en 2011 sous la forme d'une IGP, qui avec l'AOC Corrèze est l'une des deux seules appellations géographiques viticoles du Limousin, région où la vigne est pourtant historiquement présente.

## Histoire

Le blason de Verneuil rappelle la tradition viticole du bourg.

Prestigieux vers 1780 (270 ha, soit 20 % des terres cultivées de la commune), le vignoble de Verneuil a été un des rares à traverser les épidémies de phylloxera des années 1870 à 1890, quand le vignoble haut-viennois est réduit à seulement 170 hectares. 
Produit jusqu'en 1980, le vin rosé de Verneuil est réapparu au milieu des années 1990, sur 3,5 hectares plantés en gamay et pinot noir en 1995 et vendangés dès 1997, après une décennie de disparition, soutenu depuis par une société civile d'exploitation agricole, « Les Vignerons de Verneuil ». Détenteur de l'appellation vin de pays de la Haute-Vienne entre 1998 et 2003, par dérogation puisqu'il est vinifié à Saint-Sornin, en Charente, hors du département de production, le vin de Verneuil retrouve cette indication sous forme d'IGP Haute-Vienne en 2011.
La parcelle a été agrandie d'un hectare en 2010, puis d'un autre hectare en 2011, portant à 5,5 hectares la surface productive. En 2014, un demi-hectare de chardonnay a été planté ; en 2016 un demi-hectare supplémentaire. La première cuvée de vin blanc a été obtenue en 2018. Le millésime 2018 permet d'obtenir une production de 10 000 bouteilles.

## Vignoble

### Situation géographique
L'IGP concerne le département entier, mais le vignoble de Verneuil-sur-Vienne, situé à 9 kilomètres à l'ouest du centre-ville de Limoges à vol d'oiseau, concentre à lui seul l'ensemble de la production de l'IGP. Il est le seul vignoble persistant en Haute-Vienne à être commercialisé (néanmoins à très petite échelle compte tenu de sa petite taille) et l'un des rares en Limousin, avec les vins de l'AOC Corrèze (vin paillé de Queyssac-les-Vignes, coteaux de la Vézère et vin de Branceilles), le vignoble limousin ayant été très gravement touché par les épidémies de phylloxera. Il s'étage sur seulement deux parcelles comprises entre 260 et 300 mètres d'altitude, au bord de la route départementale 47 qui relie Verneuil à la rive gauche de la Vienne via le pont de la Gabie.

### Appellations
Il existe six appellations possibles différentes : 
- Haute-vienne blanc[9],
- Haute-vienne rosé[10],
- Haute-vienne rouge[11],
- Haute-vienne blanc,
- Haute-vienne primeur ou nouveau blanc[12],
- Haute-vienne primeur ou nouveau rosé[13],
- Haute-vienne primeur ou nouveau rouge[14].

### Encépagement
Les cépages utilisés sont les mêmes que ceux de la vallée de la Loire, auquel l'IGP est rattachée. Il s'agit principalement du pinot noir N (rosé) et du gamay N (rosé et rouge), mais aussi de merlot N, de côt N, de cabernet sauvignon N, de cabernet franc N pour les rouges et rosés, et pour les blancs de chardonnay B, de chenin B, de sauvignon B et de sémillon B.

### Production
L'IGP produit à ce jour du vin rouge, du vin rosé et du vin blanc. La production de Verneuil, qui varie de 10 000 à 28 000 bouteilles, est principalement écoulée localement, notamment à l'occasion d'événements festifs comme la frairie des petits ventres à Limoges. La vendange de 2014 a produit 13 000 bouteilles de rosé IGP, 5 500 bouteilles de rouge IGP et 4 000 bouteilles de rosé pamplemousse.

À la gloire des vins de pays de la Haute-Vienne lors de la frairie des petits ventres
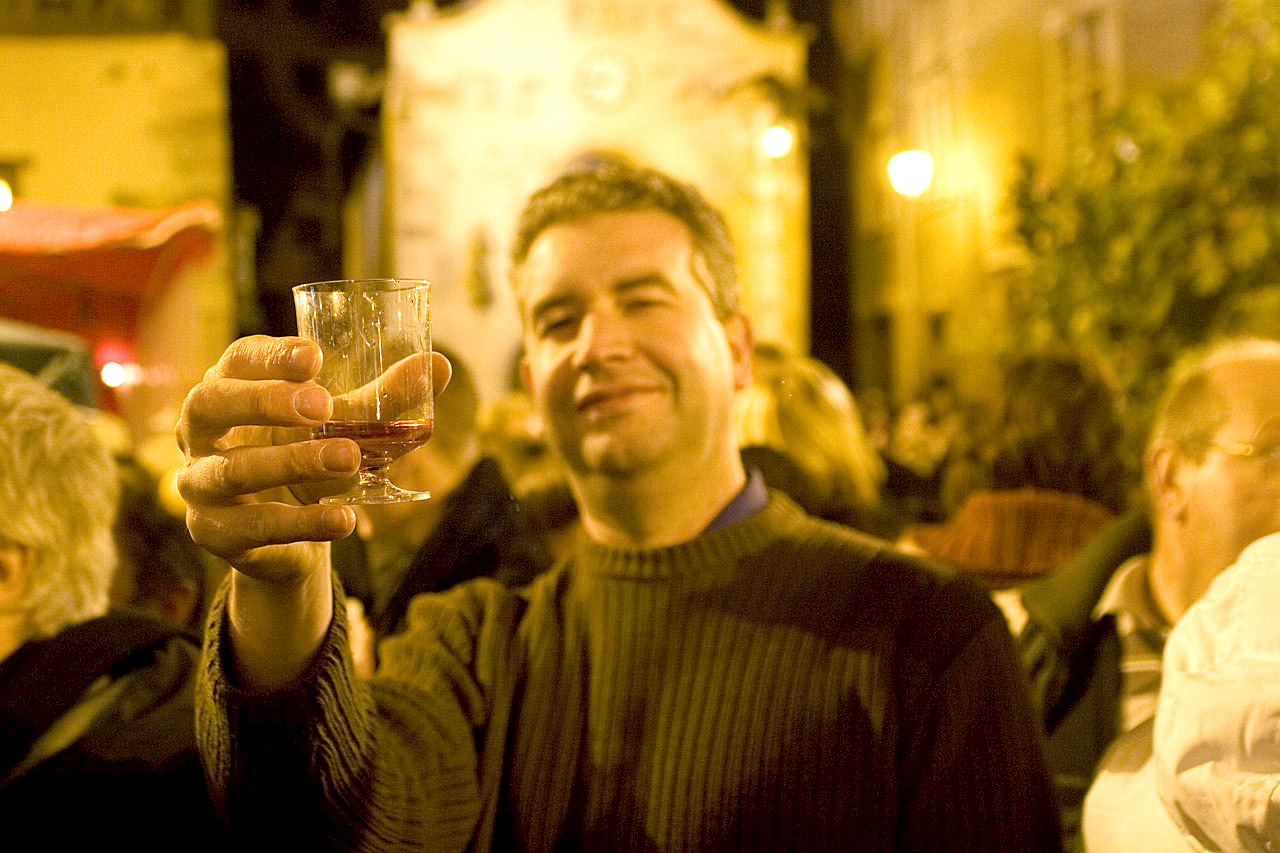
Dans les rues
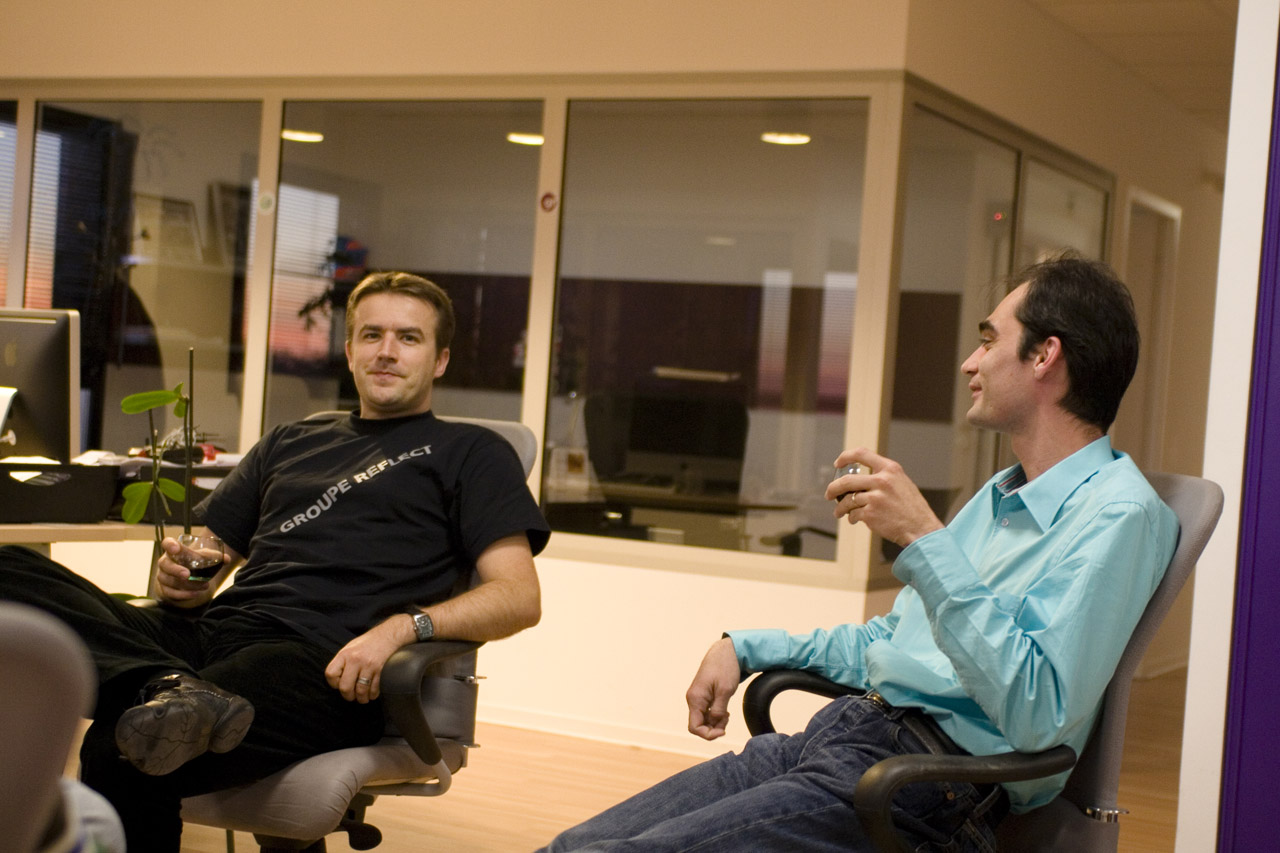
Au bureau
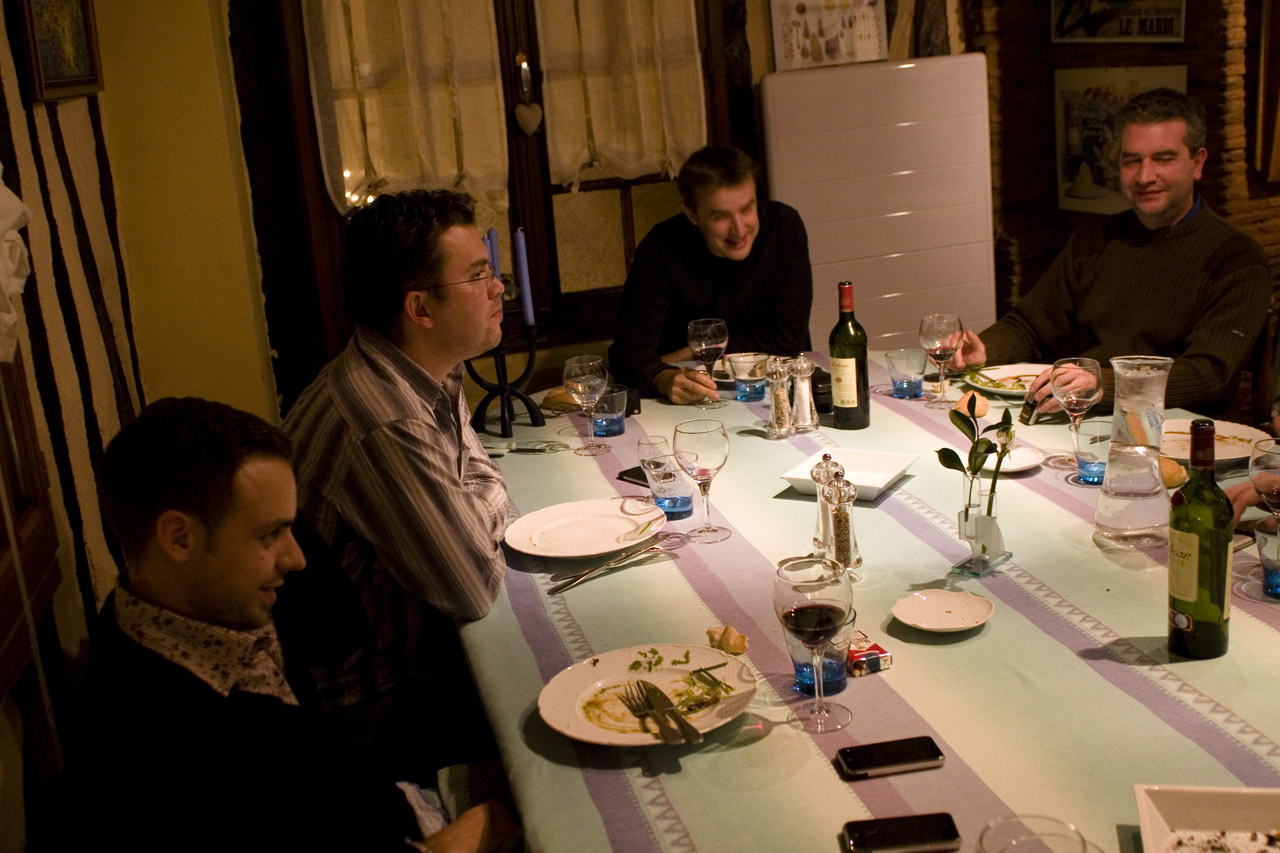
Au restaurant
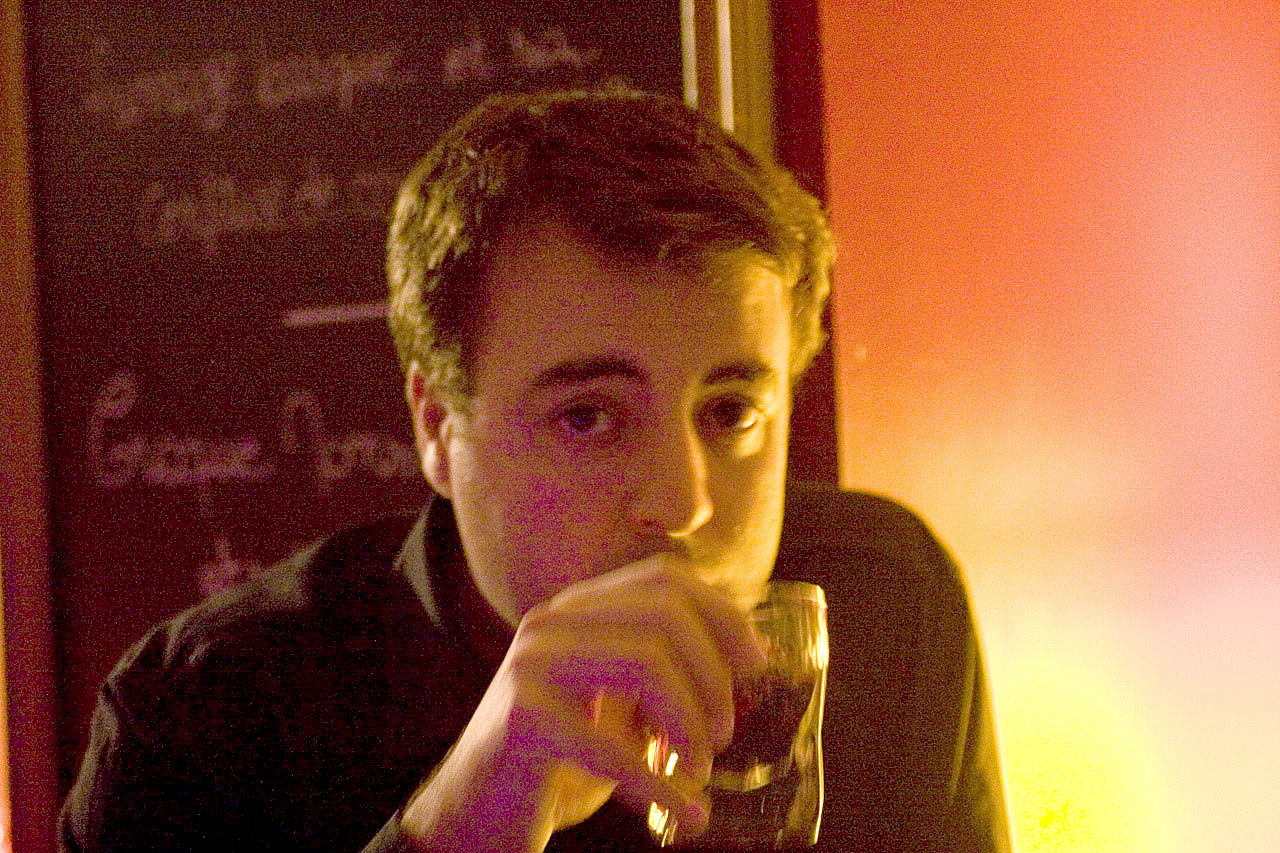
Dans une brasserie